# Epson HX20

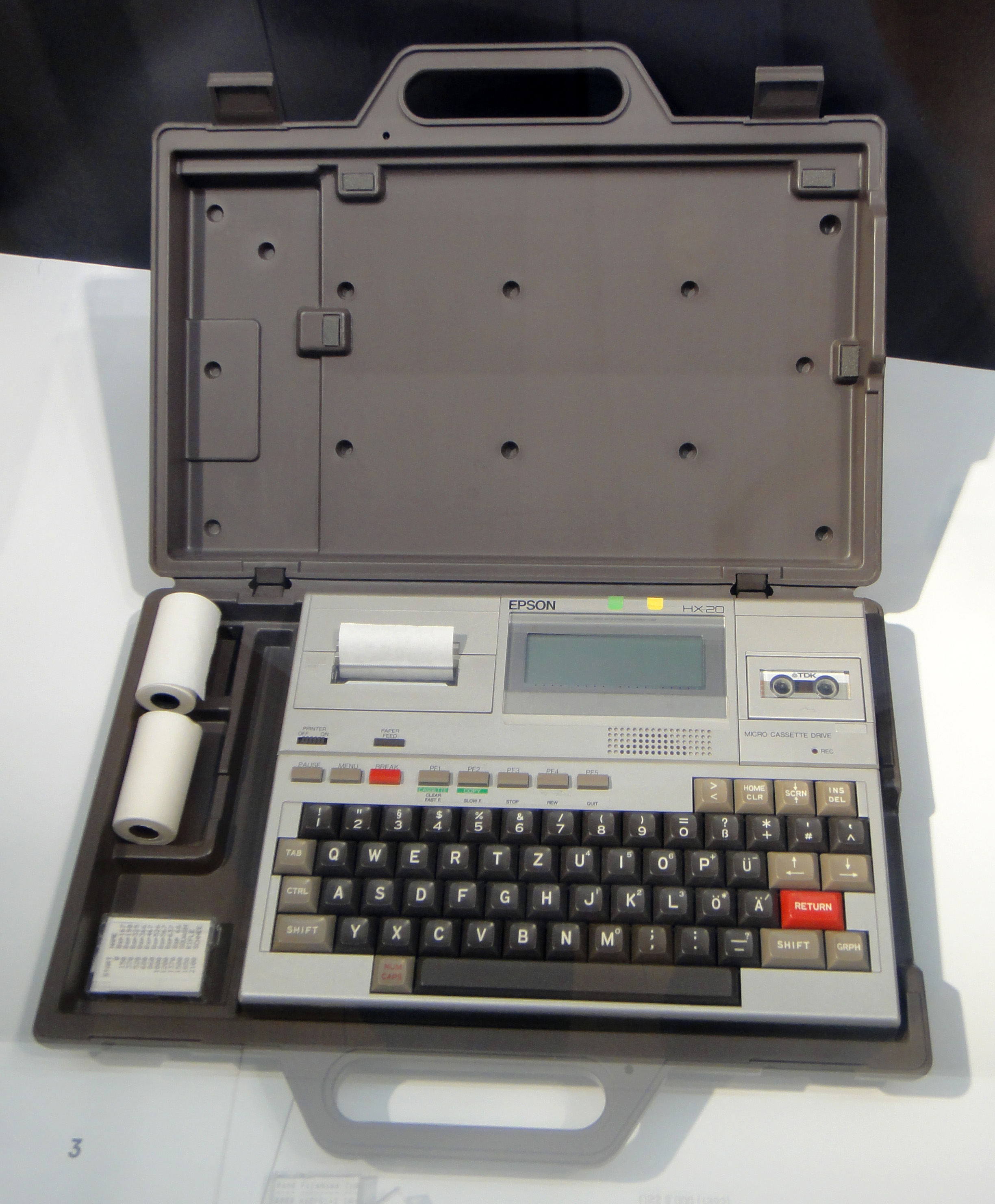
O Epson HX-20 na sua mala de transporte

O HX20 foi um microcomputador portátil produzido pela Epson no início da década de 1980, e há quem o considere como o primeiro laptop ou notebook. Todavia, não era um micro adequado para uso corporativo, como um Osborne 1 e similares, e a Epson visava pesquisadores e vendedores como compradores potenciais.
O HX20 pesava menos de 2 kg, possuía uma tela LCD e era alimentado por bateria. A máquina era equipada ainda com uma impressora minúscula integrada ao gabinete, e além de armazenar dados num gravador cassete comum, podia usar um gravador de microcassete opcional, embutido na lateral do micro.

## Características
| UCP           | Two Hitachi 6301 em 1,00 MHz                                                                                        |
| RAM           | 16 KiB—32 KiB (máxima)                                                                                              |
| ROM           | 32 KiB |
| Teclado       | mecânico, 78 teclas                                                                                                 |
| Display       | LCD embutido, texto (20×4 linhas) e gráfico (120×32 pixels); adaptador para TV opcional                             |
| Som           | alto-falante interno                                                                                                |
| Portas        | 1 porta RS232, interface de cassete, porta de expansão                                                              |
| Armazenamento | gravador cassete comum ou microcassete integrado ao gabinete; até quatro drives de 5" 1/4 opcionais (320 KiB cada). |